# 할리우드 의사
《할리우드 의사》(영어: Doc Hollywood)는 미국에서 제작된 마이클 케이턴존스 감독의 1991년 로맨틱 코미디 영화이다. 마이클 J. 폭스 등이 출연하였고, 데버라 D. 존슨 등이 제작에 참여하였다.
이 영화는 미국 플로리다주 미커노피에서 촬영되었다.

## 출연진
- 마이클 J. 폭스 - 벤저민 "벤" 스톤 의사 역
- 줄리 워너 - 발룰라 / "루" 역
- 바너드 휴스 - 오릴리어스 호그 의사 역
- 우디 해럴슨 - 행크 고든 역
- 데이비드 오그던 스타이어스 - 닉 니컬슨 읍장 역
- 프랜시스 스턴헤이건 - 릴리언 역
- 브리짓 폰다 - 낸시 리 니컬슨 역
- 로버츠 블로섬 - 에번스 판사 역
- 조지 해밀턴 - 핼버스트럼 의사 역

## 기타 제작진
- 협력 제작: 닐 B. 슐먼
- 배역: 매리언 도허티, 오언스 힐
- 미술: 로런스 밀러
- 의상: 리처드 호넝

## 우리말 녹음
KBS 성우진 (1994년 12월 17일)
- 장세준 - 스톤 (마이클 J. 폭스)
- 안경진 - 루 (줄리 워너)
- 이재용 - 행크 (우디 해럴슨)
- 임은정 - 낸시 (브리짓 폰다)
- 이광자
- 유강진
- 이강룡
- 황원
- 문옥현
- 홍여진
- 문영래
- 황정란
- 김익태
- 유동현